# Іван Дудич
Іван Дудич (серб. Ivan Dudić, нар. 13 лютого 1977, Земун) — сербський футболіст, що грав на позиції захисника.
Виступав, зокрема, за клуби «Црвена Звезда» та «Уйпешт», а також національну збірну Югославії.

## Клубна кар'єра
Народився 13 лютого 1977 року в місті Земун. Вихованець футбольної школи клубу «Црвена Звезда». Дорослу футбольну кар'єру розпочав 1995 року в основній команді того ж клубу, в якій провів два сезони, взявши участь лише у 1 матчі чемпіонату.
Протягом 1997—1998 років захищав кольори команди клубу «Железник», де грав на правах оренди.
Після перебування в оренді повернувся до «Црвени Звезди» у 1998 році. Цього разу відіграв за белградську команду наступні два сезони своєї ігрової кар'єри. Більшість часу, проведеного у складі «Црвени Звезди», був основним гравцем захисту команди.
У 2000 році уклав контракт з клубом «Спортінг», у складі якого провів наступні два роки своєї кар'єри гравця.
Згодом з 2002 по 2008 рік грав у складі команд клубів «Рад», «Монс», «Бежанія» та «Залаеґерсеґ».
У 2008 році перейшов до клубу «Уйпешт», за який відіграв 2 сезони. Граючи у складі «Уйпешта» також здебільшого виходив на поле в основному складі команди. Завершив професійну кар'єру футболіста виступами за команду «Уйпешт» у 2010 році.

## Виступи за збірну
У 2000 році дебютував в офіційних матчах у складі національної збірної Югославії. Протягом кар'єри у національній команді, яка тривала усього 2 роки, провів у формі головної команди країни 7 матчів.
У складі збірної був учасником чемпіонату Європи 2000 року у Бельгії та Нідерландах.

## Титули і досягнення
- Чемпіон Югославії (1):

«Црвена Звезда»: 1999-2000
- Володар Кубка Югославії (4):

«Црвена Звезда»: 1995-96, 1996-97, 1998-99, 1999-2000
- Чемпіон Португалії (1):

«Спортінг» (Лісабон): 2001-02
- Володар Кубка Португалії (1):

«Спортінг» (Лісабон): 2001-02